# Augochlorella karankawa
Augochlorella karankawa är en biart som beskrevs av Luci B. N. Coelho 2004. Augochlorella karankawa ingår i släktet Augochlorella och familjen vägbin. Inga underarter finns listade.